# Beautiful Bones
Beautiful Bones: Sakurako’s Investigation (櫻子さんの足下には死体が埋まっている, Sakurako-san no ashimoto ni wa shitai ga umatteiru) est une série de light novels écrite par Shiori Ōta et illustrée par Tetsuo, publiée depuis février 2013 par Kadokawa Shoten. Une adaptation en anime par le studio Troyca est diffusée entre octobre et décembre 2015 sur Tokyo MX au Japon et en simulcast sur Anime Digital Network dans les pays francophones.

## Synopsis
L’histoire se déroule autour de Shōtarō Tatewaki qui est un lycéen normal et sérieux et de Sakurako Kujō qui est une très belle et mystérieuse jeune femme riche et qui est spécialisée dans l’analyse de squelette humain. Ensemble, ils vont résoudre diverses enquêtes.

## Personnages
Shōtarō Tatewaki (館脇 正太郎, Tatewaki Shōtarō)
Voix japonaise : Junya Enoki
Sakurako Kujō (九条 櫻子, Kujō Sakurako)
Voix japonaise : Shizuka Itō
Yuriko Kōgami (鴻上 百合子, Kōgami Yuriko)
Voix japonaise : Ayaka Imamura
Ume Sawa (沢 梅, Sawa Ume) / Baayasan (ばあやさん)
Voix japonaise : Masako Isobe
Itsuki Isozaki (磯崎 齋, Isozaki Itsuki)
Voix japonaise : Akira Ishida
Sōko Chiyoda (千代田 薔子, Chiyoda Sōko)
Naoe Ariwara (在原 直江, Ariwara Naoe)
Hiroki Utsumi (内海 洋貴, Utsumi Hiroki)
Voix japonaise : Hiroki Takahashi
Hector (へクター, Hekutā)
Haruto Imai (今居 陽人, Imai Haruto)
Voix japonaise : Tetsuya Kakihara

## Light novel
La série de light novels est écrite par Shiori Ōta et illustrée par Tetsuo. Le premier volume est publié par Kadokawa Shoten le 23 février 2013, et huit tomes sont commercialisés au 24 septembre 2015.

## Anime
L'adaptation en anime est annoncée en février 2015. Celle-ci est réalisée au sein du studio Troyca par Makoto Katō, sur un scénario de Takayo Ikami et des compositions de Technoboys Pulcraft Green-Fund. La série est diffusée à partir du 7 octobre 2015 sur Tokyo MX au Japon et en simulcast sur Anime Digital Network dans les pays francophones.

### Liste des épisodes
| No | Titre en français                                  | Titre original                                               | Date de 1re diffusion |
| -- | -------------------------------------------------- | ------------------------------------------------------------ | --------------------- |
| 1  | La Princesse qui aimait les os                     | 骨愛ずる姫君 Hone mezuru himegimi                            | 7 octobre 2015        |
| 2  | Où est ta maison ?                                 | 貴方のお家はどこですか Anata no ōchi wa doko desu ka         | 14 octobre 2015       |
| 3  | Les Os qui sommeillaient en été                    | 夏に眠る骨 Natsu ni nemuru hone                              | 21 octobre 2015       |
| 4  | L'Homme maudit, première partie                    | 呪われた男 前編 Norowareta otoko zenpen                      | 28 octobre 2015       |
| 5  | L'Homme maudit, deuxième partie                    | 呪われた男 後編 Norowareta otoko kōhen                       | 4 novembre 2015       |
| 6  | Asahi bridge irregulars                            | アサヒ・ブリッジ・イレギュラーズ Asahi burijji iregyurāzu    | 11 novembre 2015      |
| 7  | Les os qui m'ont été confiés, première partie      | 託された骨 前編 Takusareta hone zenpen                       | 18 novembre 2015      |
| 8  | Les os qui m'ont été confiés, deuxième partie      | 託された骨 後編 Takusareta hone kōhen                        | 25 novembre 2015      |
| 9  | La Crème caramel de ma grand-mère                  | お祖母ちゃんのプリン Obāchan no purin                        | 2 décembre 2015       |
| 10 | Les Papillons ont disparu en novembre (1re partie) | 蝶は十一月に消えた 前編 Chō wa ju-ichi-gatsu ni kieta zenpen | 9 décembre 2015       |
| 11 | Les Papillons ont disparu en novembre (2e partie)  | 蝶は十一月に消えた 後編 Chō wa ju-ichi-gatsu ni kieta kōhen  | 16 décembre 2015      |
| 12 | Sous les pieds de Sakurako...                      | 櫻子さんの足下には... Sakurako-san no ashimoto ni wa...      | 23 décembre 2015      |